# Jeangu Macrooy
Jeangu Macrooy (né le 6 novembre 1993 à Paramaribo) est un chanteur surinamais. 
Il a été tout d'abord sélectionné en interne par le diffuseur néerlandais AVROTROS pour représenter les Pays-Bas lors de la finale du Concours Eurovision de la chanson 2020 qui aurait dû se tenir le 16 mai 2020 à Rotterdam. Cependant, à la suite de la pandémie de COVID-19, ce concours est reporté à l'année d'après. Mais il y représentera tout de même les Pays-Bas lors du Concours Eurovision de la chanson 2021 avec la chanson Birth Of a New Age. Il le chante avec son frère Xillan Macrooy et la chanteuse A Mili, et ils sont accompagnés du danseur Gil The Grid. 

## Vie personnelle
Il est ouvertement gay, tout comme son frère Xillan.